# La mia vita è un disastro
La mia vita è un disastro (Angus, Thongs and Perfect Snogging) è un film del 2008 diretto da Gurinder Chadha.
Il soggetto è tratto dai libri per ragazzi La mia vita è un disastro, nemmeno il mio gatto mi capisce e Sono disperata e nessuno se ne cura, scritti da Louise Rennison per la serie Confessioni di Georgia Nicolson.
Il film è uscito il 25 luglio 2008 nel Regno Unito e il 21 novembre dello stesso anno in Italia.

## Trama
Georgia è una ragazza di quattordici anni la cui voglia di crescere troppo in fretta la porta spesso a confrontarsi a parole con il padre e la madre, che lei definisce antiquati.
Georgia ha tre amiche del cuore: Jas, Ellen e Rosie, con cui passa molto tempo.
La sua vita però comincia a subire dei cambiamenti quando nella loro scuola si trasferiscono da Londra due gemelli: Robbie e Tom. I due conquistano l'attenzione di Georgia e Jas, che inizieranno a pedinarli insieme alle altre due amiche. Tuttavia Robbie comincia a frequentare la ragazza più popolare della scuola, Lindsay, la quale ha un rapporto di antipatia con Georgia che, quindi, mette in atto dei piani, aiutata da Jas, per conquistare il ragazzo e portarlo via a Lindsay. Grazie a uno di questi, riesce a passare una giornata con Robbie, facendosi conoscere meglio e farsi apprezzare, mentre la sua amica Jas riesce a mettersi con Tom.
Successivamente, al padre di Georgia viene offerto un lavoro e parte per la Nuova Zelanda. Georgia inizialmente è entusiasta di questo, poiché così, grazie all'assenza del padre, potrebbe riuscire a convincere la madre ad affittare un locale e assumere un dj per fare la sua festa di compleanno. Così, nel periodo di assenza del genitore, Georgia inizia ad avere un rapporto più sereno con la madre.
Georgia, non avendo mai baciato un ragazzo, spinta dalle sue amiche, decide di prendere lezioni da Peter, un "insegnante" di baci. Sfortunatamente, Peter si innamora di lei e, a una festa, improvvisamente la bacia, facendo credere a Robbie che i due siano fidanzati. L'amica Jas informa Georgia che i gemelli sarebbero andati in piscina, senza Lindsay, così Georgia decide di raggiungere Robbie in piscina per dirgli la verità, gli dice che lei non è fidanzata con Peter e a questa rivelazione lui la bacia dicendole che l'avrebbe chiamata non appena avesse sistemato una faccenda.
In questo frangente, la madre sembra avere una relazione con Jem, l'arredatore di interni che lavora in casa loro. Così Georgia decide di andare a chiedere al capo di suo padre di farlo tornare a lavorare in Inghilterra, però senza successo.
Passano i giorni e Robbie non la chiama, Georgia decide così di farlo ingelosire: invita al concerto di Robbie il suo miglior amico, Dave. Robbie ne rimane sconvolto e Dave s'innamora di lei.
La vita di Georgia prende una brutta piega: Jas per sbaglio dice a Dave che in realtà Georgia non è interessata a lui, ma a Robbie e che l'ha usato per far ingelosire quest'ultimo, Georgia litiga pubblicamente con Jas e tutti i suoi sotterfugi attuati per conquistare Robbie vengono fuori, Robbie infuriato da queste rivelazioni la pianta. Georgia decide così di trasferirsi in Nuova Zelanda per seguire il padre, avendo paura che i suoi genitori si possano separare.
Georgia chiede scusa a Robbie, che, ancora innamorato, le chiede di essere la sua ragazza, ma lei lo informa che presto sarebbe andata a vivere in Nuova Zelanda. Poco dopo è il compleanno di Georgia: sua madre e Jas le organizzano una festa a sorpresa, in cui partecipa anche il padre, il quale la informa che non sarebbero più partiti: la ragazza fa quindi pace con Jas, e dà a Robbie il bacio che attendeva da tempo.

## Produzione
Gurinder Chadha era inizialmente incaricata di scrivere la sceneggiatura, ma dopo che la Paramount ne prese in visione lo script la confermò alla regia.
La lavorazione si è svolta in Inghilterra. Gli esterni e le scene principali sono state girate presso la località di Eastbourne e gli interni e ulteriori sequenze agli Ealing Studios di Londra. Altre location utilizzate sono Middlesex dove è stata posizionata la casa di Georgia, Hillingdon dove si è scelta la scuola e Uxbridge dove si sono filmate le sequenze riguardanti night club.
La colonna sonora comprende il brano di Ava Leigh Mad About the Boy. Il gruppo musicale Stiff Dylans è realmente esistente, con la differenza che il protagonista del film non ne fa realmente parte.